# Dzifa Gomashie
Dzifa Gomashie là một nữ diễn viên điện ảnh đến từ Ghana và cũng là Thứ trưởng Bộ Du lịch trong Đảng Chính trị của Quốc hội Dân chủ Quốc gia (NDC) trong nhiệm kỳ của họ.